# Bergwitz
Bergwitz è una frazione della città tedesca di Kemberg, nel Land della Sassonia-Anhalt.

## Geografia antropica
La frazione di Bergwitz comprende la località di Klitzschena.